# نبردناو ویتوریو ونتو
نبردناو ویتوریو ونتو (به انگلیسی: Italian battleship Vittorio Veneto) یک کشتی بود که طول آن ۲۳۷٫۷۶ متر (۷۸۰٫۱ فوت) بود. این کشتی در سال ۱۹۳۷ ساخته شد.